# Fūsen Shōjo Temple-chan
Fūsen Shōjo Temple-chan (japanisch 風船少女テンプルちゃん) ist eine japanische Anime-Fernsehserie von Tatsunoko Production aus dem Jahr 1977. Sie handelt von einem Mädchen, das sich mit einer Gruppe tierischer Musikanten auf Reisen begibt, und wurde in mehrere Sprachen übersetzt.

## Inhalt
Das kleine Mädchen Temple lebt in einem Alpendorf, ist begeistert von Musik und würde gern selbst Musikerin werden. Eines Tages wird sie bei einer Ballonfahrt vom Wind weit ab von ihrer Heimat getrieben. Da sieht sie eine Gruppe Musiker, die von Räubern verfolgt werden. Sie hilft ihnen zu entkommen und schließt sich ihnen an, um auf der Reise zurück in ihr Dorf zu finden. Die Musiker sind der trommelnde Waisenjunge Tam-Tam, die Katze Dora die auf ihren Barthaaren wie auf einer Harfe spielt, die Horn spielende Ente Gappe und die Maus Chuppi, die Flöte spielt. Die Gruppe wird außerdem begleitet von der Wolke Fuwatto, die sich in unterschiedliche Gestalten wandeln kann, vor allem zu Instrumenten. Außer dass sie Temple wieder nach Hause bringen wollen, ist die Gruppe mit ihrer Reise auch auf der Flucht vor Tam-Tams bösartigen Meister und dessen Helfern.

## Produktion und Veröffentlichung
Die Serie wurde 1977 von Tatsunoko Production nach einer Idee von Tatsuo Yoshida unter der Regie von Seitaro Hara produziert. Die Drehbücher schrieben Jinzo Toriumi und Shigeru Yanagawa und das Charakterdesign stammt von Akiko Shimamoto. Die künstlerische Leitung lag bei Kikuko Tada. Der Soundtrack wurde komponiert von Nobuyoshi Koshibe.
Die Erstausstrahlung de 26 Folgen fand vom 1. Oktober 1977 bis 25. März 1978 bei Fuji TV statt. Es folgten Fernsehausstrahlungen in Spanien (Popular TV-TMT Madrid), Lateinamerika (Cable Kin, UCV Televisión) und Italien (Super 3, TelePace) sowie Übersetzungen ins Französische und Arabische. Harmony Gold bemühte sich in den 1980er Jahren mehrfach vergeblich, die Serie unter wechselnden Titeln wie Temple the Balloonist, Hot Air Balloon Girl Temple, Tiffany's Traveling Band oder Sabrina's Journey an amerikanische Fernsehsender zu verkaufen. Zu keinem der englischen Titel entstand eine Synchronfassung, der Name Sabrina für die Titelfigur wurde auch in der spanischen Version verwendet.

## Synchronisation
| Rolle                      | japanischer Sprecher (Seiyū) |
| -------------------------- | ---------------------------- |
| Temple-chan                | Kumiko Takizawa              |
| Tamu Tamu/Tam-Tam/Scrapper | Noriko Tsukase               |
| Erzähler                   | Ikuko Tani                   |
| Dora/Tommy                 | Kenichi Ogata                |
| Gappe/Quincy               | Kaneta Kimotsuki             |
| Chuppi/Nicky               | Yoko Yano                    |
| Fuwatto/Puffy              | Yuko Hisamatsu               |